# Широкий Яр (Бердянський район)
Широ́кий Яр — село в Україні, у Чернігівській селищній громаді Бердянського району Запорізької області. Населення становить 366 осіб (1 січня 2015). До 2016 орган місцевого самоврядування — Широкоярська сільська рада.
Село тимчасово окуповане російськими військами 24 лютого 2022 року.

## Географія
Село Широкий Яр розміщене на лівому березі річки Курушан, нижче за течією на відстані 1,5 км розташоване село Благодатне. Річка в цьому місці пересихає. Поруч проходить автомобільна дорога Н30.

## Історія
1921 — дата заснування переселенцями з села Чернігівки Чернігівської та Скелювате Токмакської волостей.
12 червня 2020 року, відповідно до розпорядження Кабінету Міністрів України № 713-р «Про визначення адміністративних центрів та затвердження територій територіальних громад Запорізької області», село увійшло до складу Чернігівської селищної громади.
19 липня 2020 року, в результаті адміністративно-територіальної реформи та ліквідації Чернігівського району, село увійшло до складу Бердянського району.

## Населення

### Мова
| українська мова | російська | білоруська | болгарська |
| --------------- | --------- | ---------- | ---------- |
| 93.69 %         | 5.86 %    | 0.23 %     | 0.23 %     |

## Економіка
- «Богдан Хмельницький», ТОВ.

## Об'єкти соціальної сфери
- Школа.
- Дитячий садочок.
- Будинок культури.
- Фельдшерсько-акушерський пункт.

## Пам'ятки
- Пам'ятник Богдану Хмельницькому